# Theodor Hagen (konstnär)

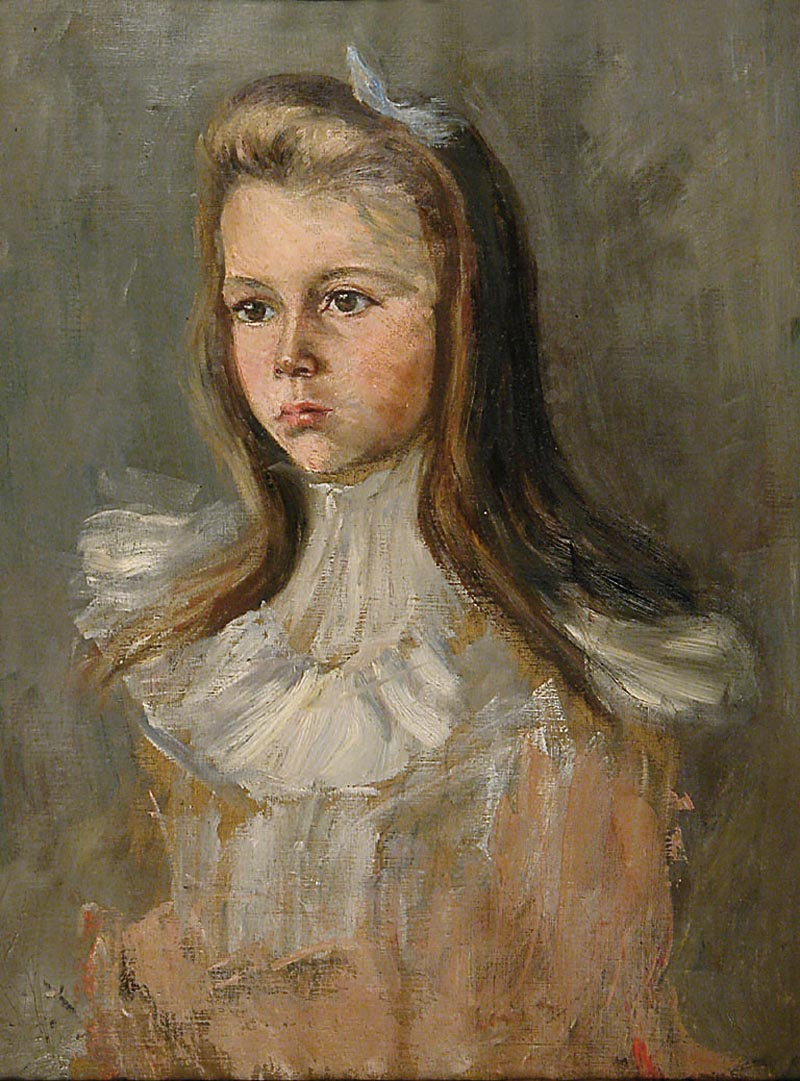
Flicka målad av Theodor Hagen.

Theodor Joseph Hagen, född den 24 maj 1842 i Düsseldorf, död den 12 februari 1919 i Weimar, var en tysk målare. 
Hagen, som var lärjunge till Oswald Achenbach, blev 1871 professor och var 1877–1880 direktor vid konstskolan i Weimar. Han målade med bred pensel och sund realism stora alplandskap, vanligen av allvarlig karaktär, och stämningsbilder från Eifeltrakten. Hagen var representerad i Dresdengalleriet av Utsikt vid Zons (1879).